# Аджъбадем (Кадъкьой)
Аджъбадем (на турски: Acıbadem) е квартал в районите Кадъкьой и Юскюдар на Истанбул, Турция, от страна на Анадола. Това е тих квартал в Истанбул.

## Транспорт

### Метро
- Метролиния M4 Кадъкьой-Тавшантепе (разширението към летище Сабиха Гьокчен е в процес на изграждане)